# Tuguegarao
Tuguegarao ist eine Stadt auf den Philippinen in der Provinz Cagayan. Tuguegarao ist die Hauptstadt der Provinz und liegt am Fluss Cagayan an der südlichen Grenze von Cagayan. Am 1. August 2015 hatte die Stadt 153.502 Einwohner.

## Geschichte
Die ersten Berichte über eine Siedlung gab es 1604. Danach wurde Tuguegarao immer größer, besonders seit dem Zeitpunkt, als Lal-Lo 1839 Provinzhauptstadt wurde. 1893 wurde dann Tuguegarao wegen seiner wirtschaftlichen Entwicklung zur Provinzhauptstadt. Am 12. Dezember 1899 besetzen US-amerikanische Truppen die Stadt.
Während des Zweiten Weltkrieges fiel die Stadt am 12. Dezember 1941 an Japan, da besonders der Flugplatz von Bedeutung war. Die Stadt und der Flughafen wurden schließlich von US-amerikanischen Fliegern zwischen Januar und Mai 1945 bombardiert. Im Juni befreiten philippinische Guerilleros die Stadt von den Japanern. Am 25. Juni galt die Stadt schließlich offiziell als befreit.
1975 wurde Tuguegarao sogar Hauptstadt des Bezirks Cagayan Valley, da es sich besonders wegen seiner geographischen Lage in der Mitte des Bezirkes als Verwaltungssitz der Regierung eignet.

## Stadtgliederung
Tuguegarao ist unterteilt in folgende 49 Baranggays:
- Annafunan East
- Annafunan West
- Atulayan Norte
- Atulayan Sur
- Bagay
- Buntun
- Caggay
- Capatan
- Carig
- Caritan Centro
- Caritan Norte
- Caritan Sur
- Cataggaman Nuevo
- Cataggaman Pardo
- Cataggaman Viejo
- Centro 1 (Pob.)
- Centro 2 (Pob.)
- Centro 3 (Pob.)
- Centro 4 (Pob.)
- Centro 5 (Pob.)
- Centro 6 (Pob.)
- Centro 7 (Pob.)
- Centro 8 (Pob.)
- Centro 9 (Pob.)
- Centro 10 (Pob.)
- Centro 11 (Pob.)
- Centro 12 (Pob.)
- Dadda
- Gosi Norte
- Gosi Sur
- Larion Alto
- Larion Bajo
- Leonarda
- Libag Norte
- Libag Sur
- Linao East
- Linao Norte
- Linao West
- Nambbalan Norte
- Nambbalan Sur
- Pallua Norte
- Pallua Sur
- Pengue (Pengue-Ruyu)
- Reyes
- San Gabriel
- Tagga
- Tanza
- Ugac Norte
- Ugac Sur

## Sehenswürdigkeiten und Bildung
Im Cagayan Museum and Historical Research Center werden Funde der Ausgrabungen aus den archäologischen Ausgrabungsstätten im Cagayan Valley präsentiert. Eine bedeutende Bildungseinrichtung in der Gemeinde ist die Cagayan State University.

## Söhne und Töchter
- Ricardo Lingan Baccay (* 1961), römisch-katholischer Geistlicher, Erzbischof von Tuguegarao
- Danilo Ulep (* 1962), römisch-katholischer Geistlicher, Prälat von Batanes